# ميغيل بينتو
ميغيل أنجيل بينتو خيريز (بالإسبانية: Miguel Ángel Pinto Jerez) (مواليد 4 يوليو 1983 في سانتياغو) لاعب كرة قدم تشيلي يلعب حاليا لصالح نادي يونيفرسيداد دي تشيلي التشيلي . .

## روابط خارجية
- ميغيل بينتو على موقع الاتحاد الدولي (مؤرشف)  (الإنجليزية)
- ميغيل بينتو على موقع قاعدة بيانات كرة القدم.إي يو (الإنجليزية)
- ميغيل بينتو على موقع ناشيونال فوتبول تيمز (الإنجليزية)
- ميغيل بينتو على موقع Soccerway.com (الإنجليزية)
- ميغيل بينتو على موقع عالم كرة القدم.نت (الإنجليزية)
- ميغيل بينتو على موقع كووورة
- ميغيل بينتو على موقع AS.com (الإسبانية)